# Salterio di Enrico VIII
Il salterio di Enrico VIII è un manoscritto miniato appartenuto a Enrico VIII d'Inghilterra. Il libro fu commissionato dal re all'inizio degli anni '40 del XVI secolo al miniatore francese Jean Mallard, che aveva già lavorato per Francesco I di Francia, e contiene 7  scene miniate, come quella in cui Enrico suona l'arpa alla presenza del giullare di corte Will Somers, o quella in cui è raffigurato mentre legge nella sua camera da letto. In due scene Enrico VIII è ritratto come re Davide: nella prima mentre uccide Golia, nella seconda nel ruolo di un penitente. Il manoscritto inoltre riporta annotazioni a margine fatte dallo stesso re.